# Франк, Антье
Антье Франк (нем. Antje Frank; род. 5 июня 1968, Зюдерхольц, Мекленбург — Передняя Померания) — немецкая гребчиха, выступавшая за сборные ГДР и объединённой Германии по академической гребле в конце 1980-х — начале 1990-х годов. Бронзовая призёрка летних Олимпийских игр в Барселоне, обладательница бронзовой медали чемпионата мира, победительница многих регат национального и международного значения.

## Биография
Антье Франк родилась 5 июня 1968 года в коммуне Зюдерхольц, ГДР. Проходила подготовку в Берлине в столичном гребном клубе «Динамо».
Впервые заявила о себе в гребле в 1986 году, выиграв золотую медаль в распашных рулевых четвёрках на чемпионате мира среди юниоров в Чехословакии.
Первого серьёзного успеха на взрослом международном уровне добилась в сезоне 1990 года, когда вошла в основной состав восточногерманской национальной сборной и побывала на мировом первенстве в Тасмании, откуда привезла награду бронзового достоинства, выигранную в зачёте безрульных четвёрок — в финале её обошли только экипажи из Румынии и Западной Германии.
Начиная с 1991 года представляла сборную объединённой Германии, в частности в этом сезоне выступила на чемпионате мира в Вене, где заняла пятое место в восьмёрках.
Благодаря череде удачных выступлений удостоилась права защищать честь страны на летних Олимпийских играх 1992 года в Барселоне — в составе четырёхместного безрульного экипажа, куда также вошли гребчихи Аннетте Хон, Габриэле Мель и Бирте Зих, финишировала в финале третьей позади экипажей из Канады и США — тем самым завоевала бронзовую олимпийскую медаль. За это выдающееся достижение 23 июня 1993 года была награждена высшей спортивной наградой Германии «Серебряный лавровый лист».
После барселонской Олимпиады Франк ещё в течение некоторого времени оставалась в составе немецкой национальной сборной и продолжала принимать участие в крупнейших международных регатах. Так, в 1993 году она выступила на чемпионате мира в Рачице, где заняла четвёртое место в программе распашных безрульных четвёрок. Вскоре по окончании этих соревнований приняла решение завершить спортивную карьеру.